# RNS-polimeráz
Az RNS-polimeráz olyan enzimcsalád, amely alapvető fontosságú az élethez, minden élőlényben, valamint sok vírusban is megtalálható. Tagjai összetett molekulák, fajtájuktól függően lehetnek fehérjekomplexek, vagy akár állhatnak csak egyetlen alegységből is. Legfőbb rendeltetésük RNS-átirat készítése a DNS adott részéről, emiatt pedig nélkülözhetetlenek az élőlények fehérjeszintéziséhez. Az RNS-polimerázok emellett sok részfeladatot is ellátnak: a nukleotidokat célba juttatják, elősegítik a kapcsolódást és az elongációt, képesek ellenőrizni és korrigálni a nukleotidokat, valamint a termináció kódját is felismerik.

## Működése
Elkülönítjük a "core" enzimet, illetve a "holo" enzimet. Míg a "core" enzim képes a DNS egy megfelelő szakaszához kötni, a transzkripció megkezdéséhez további fehérjékkel, úgynevezett faktorokkal kell kiegészülnie. Az RNS-szintézist elvégző komplexet nevezzük holoenzimnek.
Eukariótákban 4-féle RNS-polimeráz található, mindegyiknek eltérő szerepe van, bár ezek a funkciók átfedhetnek. Míg egyesek mRNS-t szintetizálnak, mások rRNS-t és így tovább.

## Hibajavítás
Az RNS-polimeráz esetében a hibakorrekció első lépése a hibásan beépített nukleotid elválasztása a DNS templát száltól. Ez időlegesen megállítja az átírás folyamatát. A polimeráz ezután visszalép egy pozícióval, és kihasítja a nem odaillő nukleotidot tartalmazó dinukleotidot. Ez a folyamat ugyanazon az aktív helyen játszódik le, mint ahol a készülő RNS-molekula polimerizációja is történik. Ez élesen különbözik a DNS-polimeráz működésétől, ahol a hibajavítás egy eltérő aktív helyen megy végbe.